# Etniczność łączona
Etniczność łączona (także etniczność z łącznikiem) - termin odnoszący się do pochodzenia etnicznego, panetniczności, pochodzenia narodowościowego lub tożsamości narodowej w połączeniu z demonimem kraju, obywatelstwa-narodowości, innej tożsamości narodowej lub w niektórych przypadkach kraju zamieszkania lub kraju wychowania. 
Termin ten jest rozszerzeniem terminu „hyphenated American”. Termin ten odnosi się do użycia łącznika między nazwą pochodzenia etnicznego a nazwą kraju w rzeczownikach złożonych: Irish-American.